# Jecke
Jecke (în ebraică ייקה = yeke; în limba idiș - יעקע, la plural - yeckes,  în ebraică - yèkim ייקים) este porecla , de origine idiș, dată evreilor din Germania și a apoi a celor germanofoni, care au adoptat în Europa centrală și de est (Galiția de est, Bucovina etc.) limba, modul de gândire, obiceiurile și temperamentul populației germane înconjurătoare. Termenul a fost folosit in mod deosebit în Palestina mandatară, și apoi în Israel, cu privire la imigranții evrei vorbitori de germană, mai ales din Germania și Austria. El s-a răspândit  cu ocazia celui de-al cincilea val de emigrație evreiască în Palestina - așa numita „a V-a Aliya” din anii 1932-1939, în împrejurările venirii la putere în Germania a Partidului Național-Socialist (nazist) și a prigoanei împotriva evreilor inițiate de acesta, apoi a anexării Austriei la Germania lui Hitler în 1938. Ulterior în Israel numele de „yecke” este folosit și pentru a descrie pe cineva căruia i se potrivesc trăsături ale caracterizării stereotipe a germanilor și a evreilor germani - politețea strictă, ordinea, pedanteria și precizia în muncă, punctualitatea, rigiditatea și lipsa de umor sau un umor aparte.

## Etimologie
Originea termenului nu este clară.  Una din ipoteze presupune ca el vine de la cuvântul german Jacke, însemnând „jachetă”, care voia să evidențieze diferența de îmbrăcăminte dintre evreii, precum cei din Europa de est, uneori porecliți „Polacken” (polonezi) sau „Ostjuden” (evrei din est), îmbrăcați tradițional în caftane lungi și evreii modernizați, emancipați ori asimilați din vestul Europei care au adoptat „hainele nemțești” precum jacheta.
După alta ipoteză numele vine de la versiuni diminutive ale numele Iacob în limba idiș din Germania  - Jekl, Jeklein, Jeke , iar alta presupune ca e vorba de cuvântul Jeck din dialecte din Renania  și sudul Germaniei, inclusiv dialecte ale limbii idiș de acolo, și care înseamnă „nebun” sau „ciudat” 
Termenul a fost larg folosit în Palestina în urma imigrației evreilor din Germania, și uneori a devenit peiorativ, mai ales în expresia  „Jecke potz”, adică „Jecke prost”  - unde „prostia” era înțeleasă mai ales prin incapacitatea de a înțelege și vorbi ebraica evreilor veniți în țară înaintea lor. În glumă se spunea că Yeke ar fi prescurtarea cuvintelor „Yehudí kshé havaná” (adică - „evreu 
care înțelege cu greutate” sau greu de cap).

## Evreii „jeckes” astăzi
Mulți din evreii germanofoni, care nu au apucat sau nu au reușit să emigreze la timp au pierit în Holocaust. Mulți din cei care au supraviețuit prin emigrație și-au pierdut familii și aparținători în Holocaust. 
În Palestina, ulterior Israel, evrei germanofoni s-au așezat cu precădere în strada Ben Yehuda din Tel Aviv, care a fost poreclită din acest motiv „Ben Yehudastrasse”, de asemenea, în localități precum Nahariya sau Kfar Shmaryahu, elita lor intelectuală (ex. Martin Buber, Gershom Scholem, Gershom Schocken, Shmuel Hugo Bergmann, Else Lasker-Schüler, Max Brod, Leo Perutz etc  a locuit în cartierul Rehavia și altele din Ierusalim etc. 
În prezent evreii provenind din familii germanofone își mai spun „yekes”, deseori cu mândrie, fiind conștienți de bogata lor moștenire culturală și de contribuția însemnată a fiilor comunităților lor la civilizație (vezi evreii germani) și la progresul statului Israel.
Urmași ai comunităților evreiești germanofone din Israel au fost asociați în „Organizația olimilor din Germania” (Hitahdut Oley Germania) care a devenit apoi „Organizația olimilor din Europa Centrală”.
Gazeta lor, care are, în momentul de față, puțini cititori, este „Hadshot Israel - „Israel Nachrichten” în limba germană,de asemenea buletinul în ebraică "MB (Mitteilungsblatt) Yakinton". În parcul industrial Tefen din nordul Israelului se află și un muzeu al evreilor veniți din spațiul germanofon, inițiat de industriașul Stef Wertheimer.

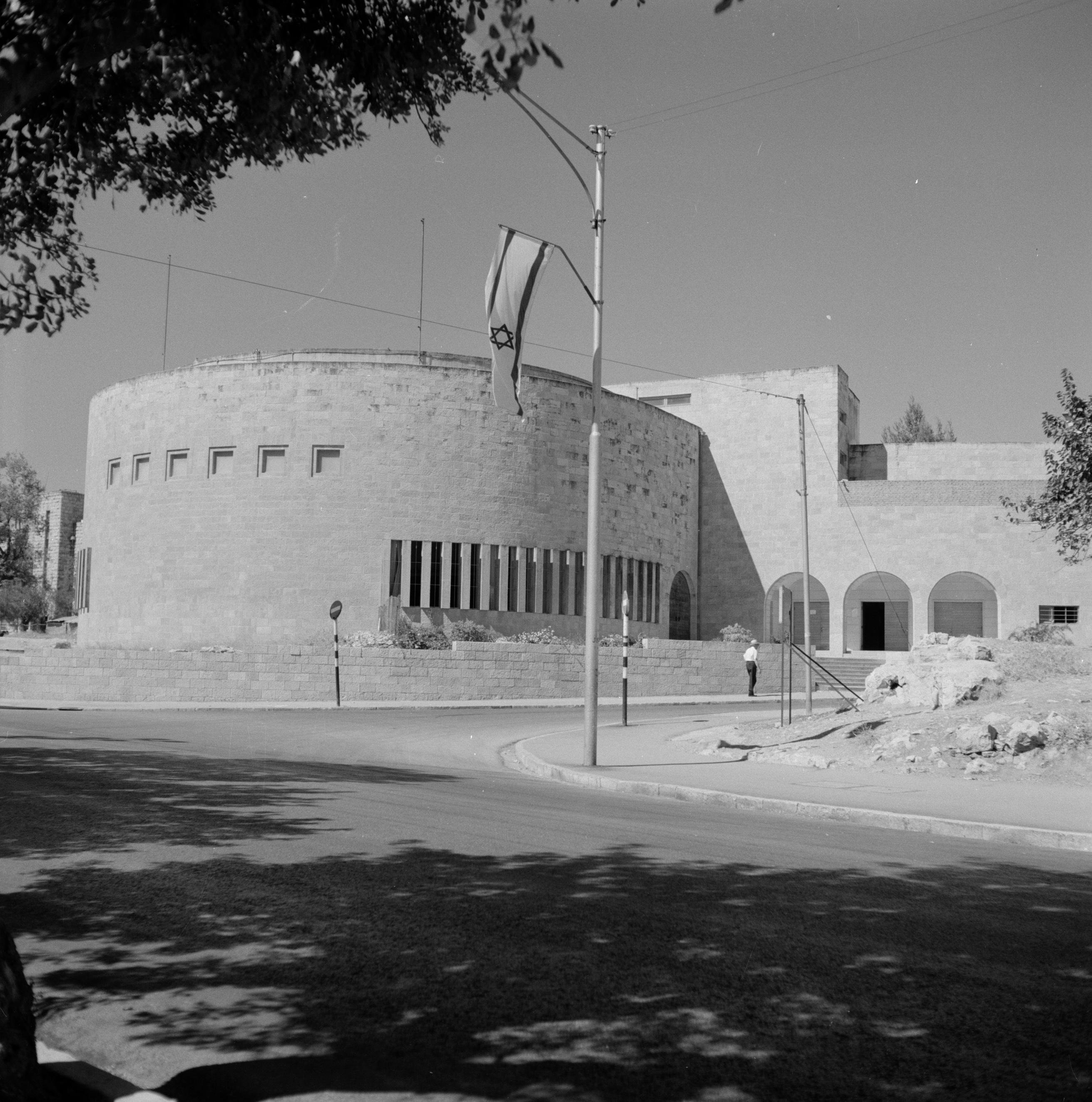
Sinagoga Yeshurun din cartierul Rehavia din Ierusalim în anii 1964-1964, a fost inaugurată în anul 1936 în stilul internațional sau Bauhaus.

Și în cercurile evreiești religioase mai există în Israel și în lume câteva obști care prezervă obiceiurile, ritul religios așkenaz și muzica liturgică specifice iudaismului german ("yekish nusah") . Membrii acestora sunt de asemenea denumiți „yekes”.
Astfel de comunități mai ființează în Elveția, în Franța - în Alsacia și Lorena, în Luxemburg. Un grup de evrei din Frankfurt am Main s-a refugiat după Noaptea de cristal în cartierul Washington Heights din New York, unde au înființat o comunitate în jurul sinagogii ortodoxe Adat Yeshurun. O astfel de comunitate ortodoxă există în kibuțul religios Hafetz Haim din Israel iar alta a fost obștea Binyan Tzion din cartierul Rehavya din Ierusalim, care s-a închis în anul 2003.
Institutul Patrimoniului Așkenaz patronează câteva comunități create recent, cea mai cunoscută dintre ele fiind Adat Yeshurun din cartierul Ramot din Ierusalim, condusă de rabinul Yehuda Gans. Comunități asemănătoare mai există în cartierul Baiyt Vagan tot din Ierusalim, de asemenea la Bnei Brak, Betar Ilit, Haifa și Kiryat Hasefer.

## Bibliografie

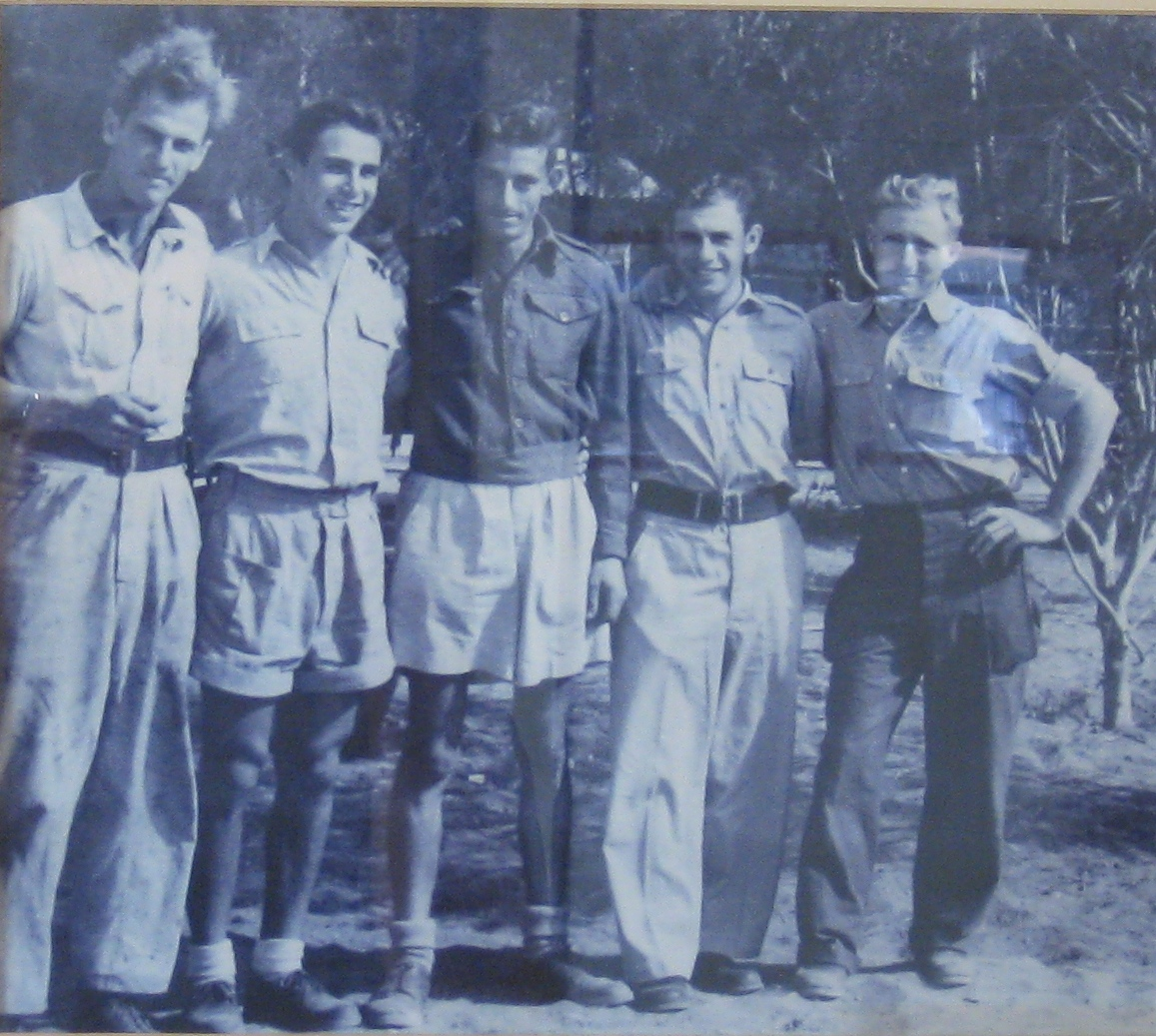
Grupă de marinari evrei, care au păzit țărmul mării la Nahariya în primăvara anului 1948

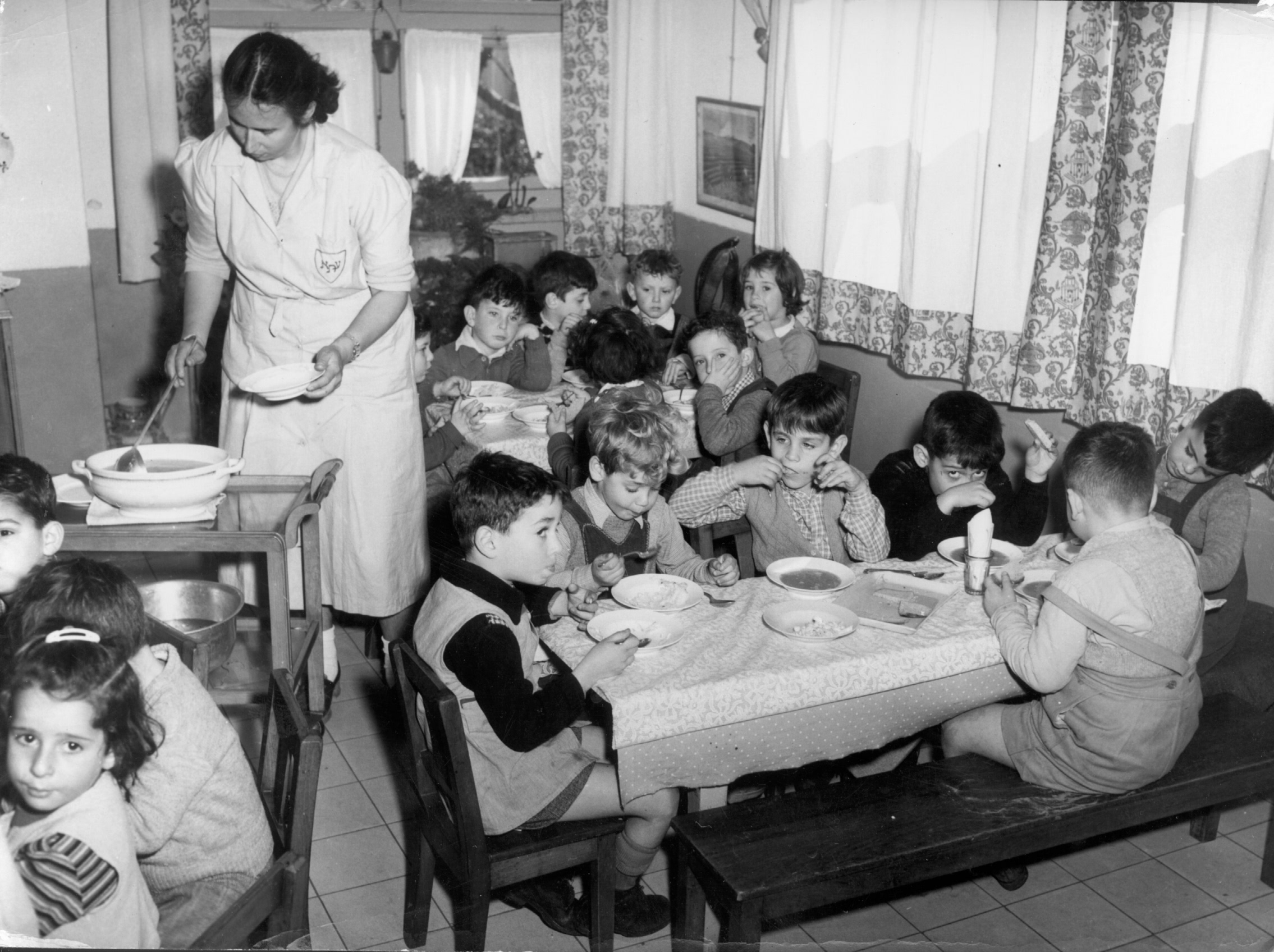
Kindergarten pe strada Ben Yehuda ("Ben Yehudastrasse") din Tel Aviv, 1948, fotografie de Benno Rothenberg

## Legături  externe

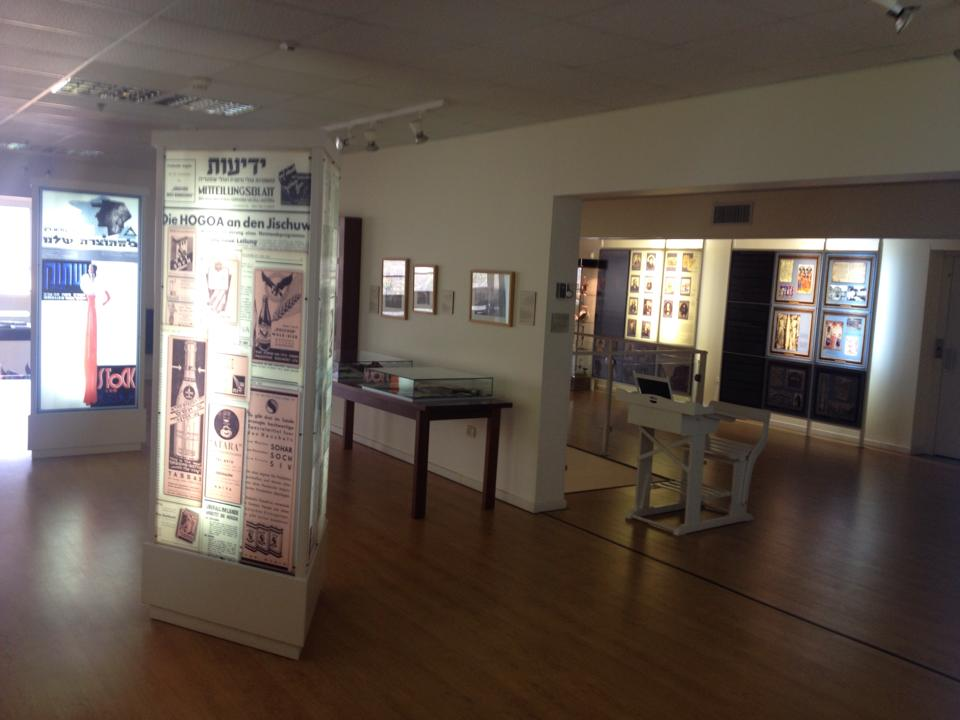
Fotografie din Muzeul evreilor germanofoni din Tefen, Israel

- saitul Yeke al Organizației Olimilor din Europa Centrală Arhivat în 11 noiembrie 2011, la Wayback Machine. (în ebraică)
- Shlomo Erel -Die "Jeckes" im israelischen Humor - pe saitul Hagalil
- Muzica liturgică a eveilor germani - de Shabat Shira - pe canalul Youtube
- the American Yekkes - Israel Kashkin 2016